# Coniopteryx californica
Coniopteryx californica är en insektsart som beskrevs av Meinander 1974. Coniopteryx californica ingår i släktet Coniopteryx och familjen vaxsländor. Inga underarter finns listade i Catalogue of Life.